# Swasi

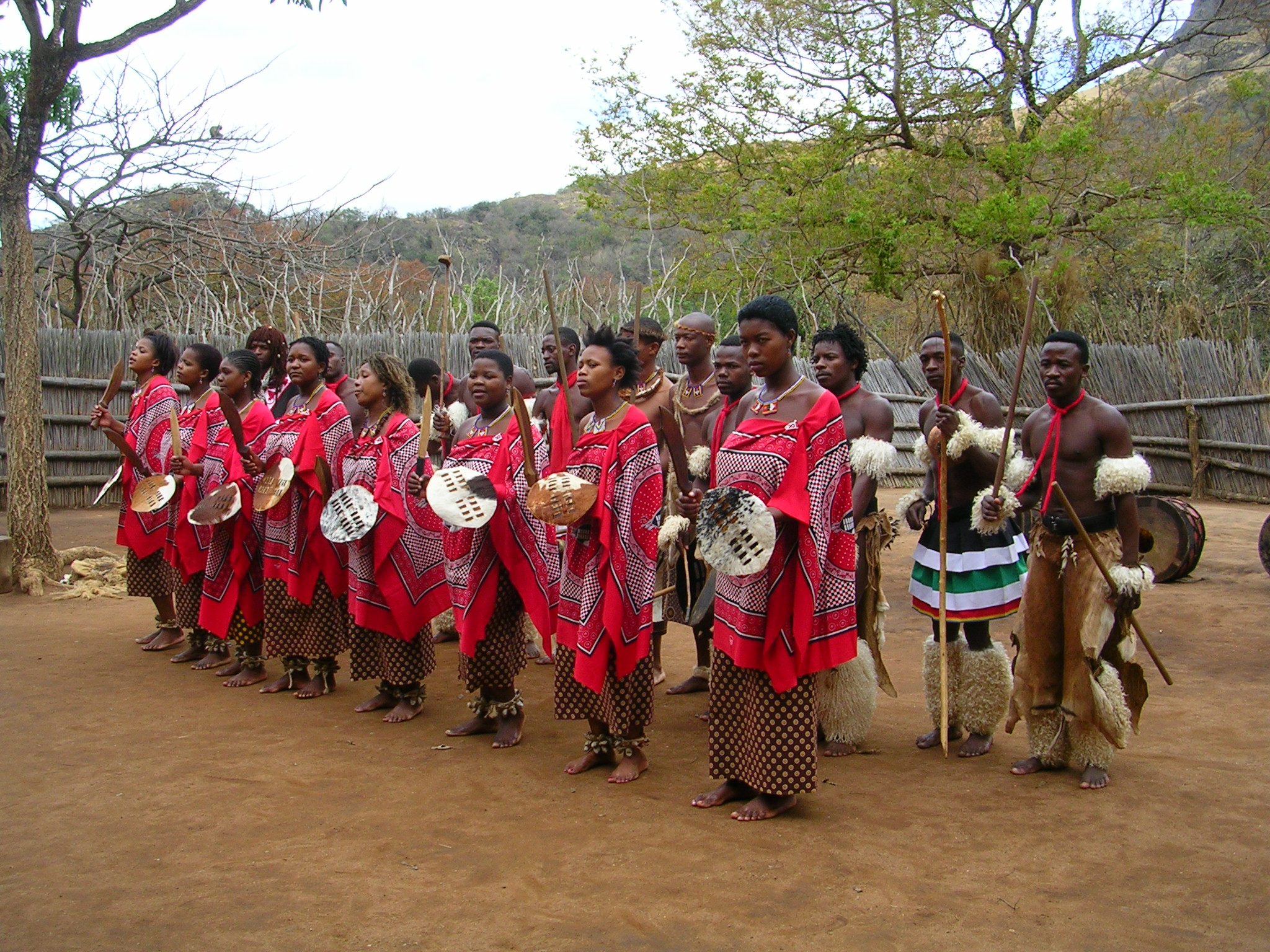
Swazi-Tänzer

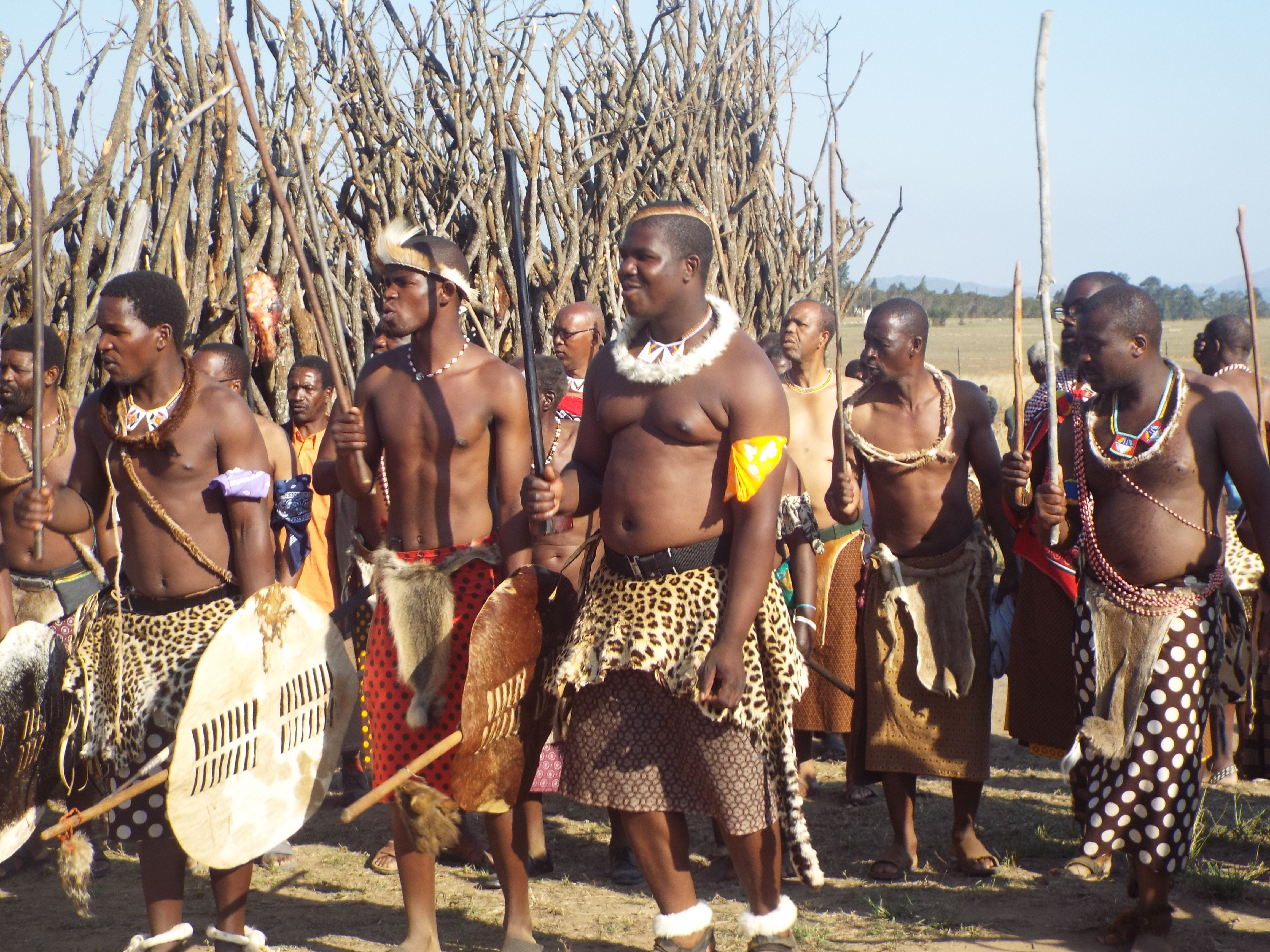
Swazi-Krieger bei einer Zeremonie

Die Swazi, deutsch Swasi (auf siSwati emaSwati, auch bakaNgwane), sind eine afrikanische Volksgruppe der Bantu. Sie gehören zur Untergruppe der Nguni und leben im südlichen Afrika.

## Geschichte
Im 19. Jahrhundert gerieten die Swazi immer stärker unter den Druck der einwandernden Europäer. Während bei den benachbarten Zulu der Druck von außen zu internen Rivalitäten führte, war bei den Swazi eine gegenteilige Entwicklung sichtbar. Die externe Bedrohung ließ ein Netzwerk von engen Bindungen zwischen den einzelnen Häuptlingstümern und Ende der 1840er-Jahre sogar ein Königtum entstehen, welches die Position der Swazi stärkte. Sie konnten ihr angestammtes Territorium zwischen 1856 und 1865 deutlich vergrößern. Ein Jahr später regelten sie in einem Vertrag mit den Buren die Details der Grenze zwischen dem burischen Transvaal und dem Land der Swazi, das allgemein als Swasiland (heute: Eswatini) bekannt wurde. Dabei verloren die Swazis ungefähr die Hälfte ihres Gebietes.
Der Frieden hielt zwei Jahre lang. 1868 annektierten die expandierenden Briten Swasiland. Die Swazi gerieten nun einerseits durch einströmende Goldsucher und andererseits durch die militärische Macht der Briten immer heftiger unter Druck. Mit der Pretoria Convention von 1881 erkannten die Briten jedoch die Unabhängigkeit Swasilands an. Vier Jahre später kehrten die Briten dieser Friedenspolitik bereits wieder den Rücken; sie versuchten mehr Kontrolle über dieses Gebiet zu erlangen. So kam es 1889 zum Sturz des Swazi-Königs Dlamini IV. durch die Briten. 1895 wurde Swasiland zum Protektorat des durch Großbritannien kontrollierten Transvaal erklärt. Die Macht der Legislative, der Rechtsprechung und der Administration ging somit an die Briten über. 1968 erlangte Swasiland die Unabhängigkeit.
Um sich von der administrativen Hoheit der Briten aus der Kolonialzeit zu distanzieren und die Verwechslungsgefahr mit Switzerland (englisch für Schweiz) zu umgehen, erklärte König Mswati III. im April 2018 die sofortige Umbenennung der englischen Bezeichnung des Staates in Eswatini, was auf Siswati etwa soviel bedeutet wie Ort der Swazi. Der Siswati-Name lautete zuvor bereits eSwatini.